# Robert Wazinger
Robert Wazinger (né le 23 août 1966) est un joueur de football autrichien.